# Győri járás
A Győri járás Győr-Moson-Sopron vármegyéhez tartozó járás Magyarországon, amely 2013-ban jött létre. Székhelye Győr. Területe 903,41 km², népessége 193 445 fő, népsűrűsége 214 fő/km² volt a 2012. évi adatok szerint. Egy város (Győr) és 34 község tartozik hozzá.
A Győri járás a járások 1983-as megszüntetése előtt is mindvégig létezett, ezen a néven az 1950-es járásrendezés óta, és székhelye az állandó járási székhelyek kijelölése (1886) óta végig Győr volt. Korábbi neve Tószigetcsilizközi járás volt, az összetett elnevezés a területén található kistájakra utalt (Tóköz, Szigetköz, Csilizköz). Az 1950-es megyerendezés előtt Győr-Moson megyéhez, korábban Győr, Moson és Pozsony illetve Győr vármegyéhez tartozott.

## Települései
| Település        | Rang (2013. július 15.)                      | Kistérség (2013. január 1.) | Népesség (2012. január 1.) | Terület (km²) |
| ---------------- | -------------------------------------------- | --------------------------- | -------------------------- | ------------- |
| Győr             | megyeszékhely megyei jogú város régióközpont | Győri                       | 131 564                    | 174,62        |
| Abda             | község                                       | Győri                       | 3 201                      | 19,02         |
| Bezi             | község                                       | Csornai                     | 510                        | 11,22         |
| Bőny             | község                                       | Győri                       | 2 153                      | 50,42         |
| Börcs            | község                                       | Győri                       | 1 290                      | 12,76         |
| Dunaszeg         | község                                       | Győri                       | 2 006                      | 17,26         |
| Dunaszentpál     | község                                       | Győri                       | 739                        | 9,81          |
| Enese            | község                                       | Győri                       | 1 785                      | 19,9          |
| Fehértó          | község                                       | Csornai                     | 448                        | 11,38         |
| Gönyű            | község                                       | Győri                       | 3 135                      | 21,63         |
| Győrladamér      | község                                       | Győri                       | 1 623                      | 8,61          |
| Győrság          | község                                       | Pannonhalmai                | 1 478                      | 8,2           |
| Győrsövényház    | község                                       | Csornai                     | 746                        | 24,21         |
| Győrújbarát      | község                                       | Győri                       | 6 233                      | 33,61         |
| Győrújfalu       | község                                       | Győri                       | 1 575                      | 7,37          |
| Győrzámoly       | község                                       | Győri                       | 2 581                      | 26,39         |
| Ikrény           | község                                       | Győri                       | 1 806                      | 15,58         |
| Kajárpéc         | község                                       | Téti                        | 1 242                      | 31,89         |
| Kisbajcs         | község                                       | Győri                       | 855                        | 8,74          |
| Koroncó          | község                                       | Győri                       | 2 031                      | 26,9          |
| Kunsziget        | község                                       | Győri                       | 1 256                      | 17,87         |
| Mezőörs          | község                                       | Győri                       | 1 008                      | 48,47         |
| Mosonszentmiklós | község                                       | Mosonmagyaróvári            | 2 282                      | 30,71         |
| Nagybajcs        | község                                       | Győri                       | 935                        | 7,65          |
| Nagyszentjános   | község                                       | Győri                       | 1 790                      | 30,3          |
| Nyúl             | község                                       | Győri                       | 4 270                      | 25,14         |
| Öttevény         | község                                       | Győri                       | 2 935                      | 23,66         |
| Pér              | község                                       | Győri                       | 2 333                      | 31,48         |
| Rábapatona       | község                                       | Győri                       | 2 426                      | 39,74         |
| Rétalap          | község                                       | Győri                       | 554                        | 13,2          |
| Sokorópátka      | község                                       | Téti                        | 1 081                      | 16,86         |
| Tényő            | község                                       | Téti                        | 1 540                      | 26,38         |
| Töltéstava       | község                                       | Győri                       | 2 217                      | 23,17         |
| Vámosszabadi     | község                                       | Győri                       | 1 632                      | 22,37         |
| Vének            | község                                       | Győri                       | 185                        | 6,89          |